# Stazione di Cardiff Centrale
La stazione di Cardiff Centrale (in inglese: Cardiff Central railway station, in gallese: Caerdydd Canolog) è un'importante stazione ferroviaria di Cardiff, Regno Unito.